# باقلاتان بالا (شميل)
باقلاتان بالا (بالفارسية: پاقلاتان بالا) هي قرية تقع في إيران في قسم شمیل الريفي. يقدر عدد سكانها بـ 543 نسمة بحسب إحصاء 2016.